# Скарперия-э-Сан-Пьеро
Скарперия-э-Сан-Пьеро (итал. Scarperia e San Piero) — коммуна в Италии, располагается в регионе Тоскана, в провинции Флоренция примерно в 25 километрах к северо-востоку от Флоренции.

## История
Коммуна была создана 1 января 2014 года в результате слияния коммун Скарперия и Сан-Пьеро-а-Сьеве по итогам референдума, прошедшего 6-7 октября 2013 года. В период с 8 по 9 декабря 2019 года коммуна подверглась нескольким землетрясениям, в результате которых была разрушена часть зданий.
В 2018 численность населения составляла 12 220 человек. Площадь коммуны 115,81 км².
Покровителем коммуны почитается святой апостол Пётр, празднование 29 июня.
Скарперия славится производством ножей семейными ремесленными компаниями. С 2009 года она является штаб-квартирой компании La Marzocco Espresso.

## Спорт
В коммуне находится международный автодром Муджелло, расположенный недалеко от границы с Борго-Сан-Лоренцо. На нём проходят соревнования в гонках MotoGP, Moto2 и Moto3.
В сентябре 2020 года трасса должна принять 9-й этап чемпионата мира Формулы-1 сезона 2020 — Гран-при Тосканы..